# Torgeir Bergrem
Torgeir Bergrem (Harstad, 20 september 1991) is een Noors snowboarder. Hij nam eenmaal deel aan de Olympische Winterspelen, maar behaalde geen medaille.

## Carrière
Bergrem maakte zijn wereldbekerdebuut in oktober 2011 tijdens de big air in Londen. Op 19 januari 2014 behaalde hij voor een eerste keer een podiumplaats op een wereldbekerwedstrijd tijdens de slopestyle in Stoneham-et-Tewkesbury, waar hij derde eindigde. In 2014 nam Bergrem een eerste keer deel aan de Olympische Spelen. Op de slopestyle eindigde hij 24e.

## Resultaten

### Olympische Winterspelen
| Jaar | Plaats | Resultaten     |
| ---- | ------ | -------------- |
| 2014 | Sotsji | 24e Slopestyle |

### Wereldbeker
Eindklasseringen
| Seizoen   | Algm | PAR  | BA  | SBS |
| --------- | ---- | ---- | --- | --- |
| 2011/2012 | 27e  | -    | 11e | -   |
| 2012/2013 | 148e | 282e | -   | 64e |